# Еворська архідіоцезія
Ево́рська архідіоце́зія (лат. Archidioecesis Eborensis; порт. Arquidiocese de Évora) — архідіоцезія римського обряду Католицької церкви в Португалії, з центром у місті Евора. Охоплює терени Еворського округу. Входить до складу Еворської церковної провінції.  Заснована 1540 року. Голова — архієпископ Еворський. Центральний храм — Еворський собор. Суфраганні діоцезії — Безька і Фаруська. Площа — 13,547 км². Населення — 290,000 ос.; з них католики — 245,900 ос. (84.8%). Чинний голова — Жузе Алвіш, архієпископ Еворський. Одна з трьох португальських архідіоцезій. 

## Назви
- Еворська архідіоцезія (лат. Archidioecesis Évora; порт. Arquidiocese de Braga) — після 1540 року.
- Еворська архієпископство (порт. Arcebispado de Évora) — після 1540 року, за титулом голови.
- Еворська діоцезія (лат. Dioecesis Eborensisпорт. Diocese de Évora) — до 1540 року.
- Еворська єпископство (порт. Bispado de Évora) — до 1540 року, за титулом голови.

## Історія
- IV століття: створена Еворська діоцезія шляхом виокремлення зі складу Лісабонської діоцезії[2].
- 24 вересня 1540: Еворська діоцезія перетворена на Еворську архідіоцезію[2], за понтифікату римського папи Павла III і правління португальського короля Жуана III.
- 2 квітня 1550: створена Порталегрівська діоцезія шляхом виокремлення зі складу Еворської архідіоцезії й Гуардської діоцезії[2].
- 9 червня 1570: створена Елваська діоцезія шляхом виокремлення зі складу Еворської архідіоцезії[2].
- 10 липня 1770: створена Безька діоцезія шляхом виокремлення зі складу Еворської архідіоцезії[2].
- 30 вересня 1881: скасовано Елваську діоцезію, яка увійшла до складу Еворської архідіоцезії[2].

## Єпископи
- 1523—1540: Афонсу, син португальського короля Мануела І; кардинал, єпископ Візеуський (до 1523).

## Статистика
Згідно з «Annuario Pontificio» і Catholic-Hierarchy.org:
| Рік  | Населення | Населення | Населення | Священики | Священики | Священики | Священики           | Диякони | Ченці    | Ченці | Парафії |
| Рік  | католики  | загалом   | %         | загалом   | секулярні | ченці     | вірних на священика | Диякони | чоловіки | жінки | Парафії |
| ---- | --------- | --------- | --------- | --------- | --------- | --------- | ------------------- | ------- | -------- | ----- | ------- |
| 1970 | 349.071   | 364.282   | 95,8      | 161       | 134       | 27        | 2.168               |         | 45       | 317   | 166     |
| 1980 | 305.000   | 323.000   | 94,4      | 139       | 108       | 31        | 2.194               |         | 58       | 318   | 166     |
| 1990 | 278.000   | 294.000   | 94,6      | 114       | 94        | 20        | 2.438               |         | 30       | 311   | 162     |
| 1999 | 246.325   | 290.400   | 84,8      | 111       | 82        | 29        | 2.219               | 10      | 42       | 257   | 161     |
| 2000 | 246.325   | 290.400   | 84,8      | 116       | 84        | 32        | 2.123               | 10      | 45       | 250   | 158     |
| 2001 | 246.325   | 290.400   | 84,8      | 119       | 87        | 32        | 2.069               | 10      | 45       | 253   | 158     |
| 2002 | 246.325   | 290.400   | 84,8      | 109       | 79        | 30        | 2.259               | 10      | 50       | 239   | 158     |
| 2003 | 246.325   | 290.400   | 84,8      | 114       | 84        | 30        | 2.160               | 10      | 41       | 227   | 158     |
| 2004 | 246.325   | 290.400   | 84,8      | 107       | 77        | 30        | 2.302               | 10      | 41       | 220   | 158     |
| 2006 | 245.900   | 290.000   | 84,8      | 103       | 77        | 26        | 2.387               | 10      | 51       | 191   | 158     |
| 2013 | 275.800   | 321.000   | 85,9      | 89        | 71        | 18        | 3.098               | 14      | 31       | 138   | 158     |
| 2016 | 272.200   | 317.000   | 85,9      | 84        | 67        | 17        | 3.240               | 13      | 36       | 140   | 156     |

## Суфраганні діоцезії
1. Безька діоцезія
2. Фаруська діоцезія

## Деканати
1. Алкасер-ду-Сал
2. Аррайолуш
3. Віла-Вісоза
4. Елваш
5. Ештремош
6. Коруше
7. Монтемор-у-Нову
8. Регенгуш-де-Монсараш